# Combinada nòrdica als Jocs Olímpics d'Hivern de 1924
Als Jocs Olímpics d'Hivern de 1924 celebrats a la ciutat de Chamonix (França) es disputà una prova de combinada nòrdica en categoria masculina. La competició se celebrà entre els dies 2 de febrer (prova de 18 quilòmetres d'esquí de fons) i el 4 de febrer (prova de salt amb esquís) de 1924.

## Comitès participants
Hi participaren un total de 30 esquiadors de 9 comitès nacionals diferents:
| - Estats Units (4) - Finlàndia (2) - França (4) |  | - Hongria (3) - Noruega (4) - Polònia (2) |  | - Suècia (3) - Suïssa (4) - Txecoslovàquia (4) |

## Resum de medalles
| Prova     | Or            | Argent            | Bronze               |
| Combinada | Thorleif Haug | Thoralf Strømstad | Johan Grøttumsbråten |

## Medaller
| Posició | País    | Or | Argent | Bronze | Total |
| 1       | Noruega | 1  | 1      | 1      | 3     |
|         |         |    |        |        |       |
| Total   | Total   | 1  | 1      | 1      | 3     |

## Resultats finals
| Lloc | Esquiador              | Total  |
| ---- | ---------------------- | ------ |
| 1    | Thorleif Haug          | 18.906 |
| 2    | Thoralf Strømstad      | 18.219 |
| 3    | Johan Grøttumsbråten   | 17.854 |
| 4    | Harald Økern           | 17.260 |
| 5    | Axel-Herman Nilsson    | 14.063 |
| 6    | Josef Adolf            | 13.720 |
| 7    | Walter Buchberger      | 13.625 |
| 8    | Menotti Jakobsson      | 12.823 |
| 9    | Verner Eklöf           | 12.583 |
| 10   | Klébert Balmat         | 12.333 |
| 11   | Sigurd Overby          | 12.219 |
| 11   | Peter Schmid           | 12.219 |
| 13   | Josef Bím              | 12.083 |
| 14   | Alexandre Girard-Bille | 11.604 |
| 15   | Hans Eidenbenz         | 11.438 |
| 16   | Sulo Jääskeläinen      | 11.365 |
| 17   | Xaver Affentranger     | 11.188 |
| 18   | Gilbert Ravanel        | 11.063 |
| 19   | Andrzej Krzeptowski    | 9.531  |
| 20   | André Vandelle         | 8.167  |
| 21   | Anders Haugen          | 5.750  |
| 22   | John Carleton          | 5.104  |
| —    | Ragnar Omtvedt         | NF     |
| —    | Franciszek Bujak       | NF     |
| —    | Nils Lindh             | NF     |
| —    | István Déván           | NF     |
| —    | Aladár Háberl          | NF     |
| —    | Béla Szepes            | NF     |
| —    | Otakar Německý         | NF     |
| —    | Martial Payot          | NF     |

NF: no finalitzà la prova